# Telmā Darreh
Telmā Darreh (persiska: تَلما دَرِّه, تلما دره) är en ort i Iran.   Den ligger i provinsen Mazandaran, i den norra delen av landet, 210 km öster om huvudstaden Teheran. Telmā Darreh ligger 1 660 meter över havet och antalet invånare är 152.
Terrängen runt Telmā Darreh är huvudsakligen kuperad, men österut är den bergig. Terrängen runt Telmā Darreh sluttar norrut. Runt Telmā Darreh är det ganska tätbefolkat, med 111 invånare per kvadratkilometer. Närmaste större samhälle är Kīāsar, 16,0 km väster om Telmā Darreh. Trakten runt Telmā Darreh består i huvudsak av gräsmarker.